# Dvojí užití
Pojem dvojí užití (též dvojí použití; anglicky dual use) se používá v oblasti exportu zboží pro produkty, jež je možno použít pro civilní i vojenské účely.

## Evropská unie
V Evropské unii platilo do dne 26. srpna 2009 nařízení č. 1334/2000/ES, kterým se zavádí režim Společenství pro kontrolu vývozu zboží a technologií dvojího užití, ve znění nařízení 2004/1504/ES. Ode dne 27. srpna 2009 platí Nařízení Rady (ES) č. 428/2009 ze dne 5. května 2009 , kterým se zavádí režim Společenství pro kontrolu vývozu, přepravy, zprostředkování a tranzitu zboží dvojího užití. V příloze obsahuje veškeré zboží, jež je považováno za zboží se dvojím použitím. K další novelizaci seznamu došlo nařízením EU č.821 z roku 2021.
Seznam zboží, které vyžaduje tzv. vývozní licenci, tedy zahrnuje kromě vojenského materiálu množství výrobků, které mohou být použity k vojenské výrobě včetně vývoje zbraní hromadného ničení, narušování kybernetické bezpečnosti, ke konstrukci raket, ke špionáži a sledování osob atd.

### Struktura seznamu zboží dvojího užití
je v podstatě dána Waasenaarskou úmluvou  podepsanou v Holandsku v roce 1996, ale obsah odráží i další mnohostranné dohody přijaté k omezení nebezpečných technologií:
- AG, Australská skupina založená roku 1985 k omezení chemických a biologických zbraní,[3]
- NSG, skupina zemí dodávajících jaderné technologie (Nuclear Suppliers Group) ustavená roku 1975,
- MTCR (Missile Technology Control Regime) pro nešíření nosičů zbraní hromadného ničení zformulovanou v roce 1987.

Každá položka seznamu má minimálně pětimístné kódové označení, kde je
1. na prvním místě číslo kapitoly (1 až 9, od materiálů přes součástky, počítače, senzory, navigaci až po vesmírnou techniku),
2. na druhém místě písmeno (A jsou fyzické položky, B pro jejich výrobní a zkušební zařízení, C pro suroviny k jejich výrobě, D pro software k jejich vývoji, řízení výroby nebo ke zprovoznění, E znamená technologcké know-how)
3. následuje trojmístná skupina čísel, případně písmenové podskupiny.

## Česká republika
V České republice byl k provedení nařízení přijat zákon č. 594/2004 Sb., jímž se provádí režim Evropských společenství pro kontrolu vývozu zboží a technologií dvojího užití.
Porušení režimu vývozu zboží a technologií dvojího užití je trestné. Trestní zákoník specifikuje tři trestné činy, které se k tomu vztahují:
1. Porušení předpisů o kontrole vývozu zboží a technologií dvojího užití (vývoz bez platného povolení; sazba 3 – 8 let odnětí svobody)[4]
2. Porušení povinností při vývozu zboží a technologií dvojího užití (porušení povinnosti vedoucí k neoprávněnému vydání povolení nebo k úniku zboží z evidence; sazba až 8 let odnětí svobody)[5]
3. Zkreslení údajů a nevedení podkladů ohledně vývozu zboží a technologií dvojího užití (získání povolení na základě nepravdivého nebo neúplného údaje; sazba až 2 roky odnětí svobody)[6]

## Další státy
Řada států má vlastní předpisy, které mají zamezit vývozu zboží a technologií, kterými by jim nepřátelské státy nebo skupiny mohly ohrozit jejich zájmy a mohou uvalovat další embarga podle země určení, podle oblasti využití nebo na určené osoby (fyzické i právnické).
V celosvětovém měřítku mají nejvýznamnější důsledky předpisy vydávané úřadem pro průmysl a bezpečnost (BIS, Bureau of Industrial Security), který spadá pod ministerstvo obchodu USA. Členění seznamů CCL (Commerce Control List) je však shodné s evropskými předpisy.